# Bernd Posselt
Bernd Posselt (* 4. června 1956 v Pforzheimu) je německý politik (Bavorsko, CSU), novinář a mluvčí Sudetoněmeckého krajanského sdružení. Dvacet let (1994–2014) byl poslancem Evropského parlamentu.

## Život
Bernd Posselt je syn sudetoněmecko-štýrských rodičů, jeho otec byl majitelem továrny na lepenku v Jablonci nad Nisou, matka pocházela ze Štýrského Hradce, oba byli z Československa odsunuti roku 1946 podle Benešových dekretů. Posselt se dlouhodobě zasazuje o zlepšování vztahů mezi sudetskými Němci a Čechy. Je jedním ze zakládajících členů Studijního centra Weikersheim a je nadačním radním Institutu pro Jihovýchodní Evropu (Südost-Institut) v Řezně. Dále je členem kuratoria Fóra německých katolíků.
3. února 2010 mu byl Svobodnou ukrajinskou univerzitou v Mnichově propůjčen čestný doktorát práv (Dr. iur. h. c.).

## Politická činnost
Jako dlouholetý mluvčí a blízký spolupracovník Otty Habsburského, byl Bernd Posselt spoluorganizátorem Panevropského pikniku na rakousko-maďarské hranici v létě 1989. Tato akce umožnila mnoha občanům tehdejší NDR vytoužené vycestování za svobodou do Rakouska.
V letech 1994 až 2014 byl Posselt členem Evropského parlamentu. Od roku 1997 je zemským předsedou Svazu vyhnaných (BdV) v Bavorsku. Je od roku 1998 rovněž předsedou Panevropské unie v Německu.
Od roku 1993 je členem předsednictva okresního svazu Křesťansko-sociální unie (CSU) v Mnichově. Od roku 2000 patří k předsednictvu CSU, což je politická strana působící jen v Bavorsku. V letech 2000 až 2008 byl spolkovým předsedou Sudetoněmeckého krajanského sdružení. V roce 2008 se stal mluvčím tohoto sdružení. V této funkci je jeho nejvyšším představitelem v Německu.
Posselt navštěvuje několikrát ročně (i vícekrát do měsíce) Českou republiku a v Jizerských horách, odkud pocházejí jeho rodiče, tráví dovolenou. V listopadu 2011 Česko navštívil jako člen oficiální bavorské delegace vedené ministerským předsedou Horstem Seehoferem. Tato delegace vedla v Praze jednání s premiérem Petrem Nečasem a navštívila také Lidice, Terezín a Ústí nad Labem. V roce 2023 se setkal s českým prezidentem Petrem Pavlem, který mu poděkoval za přínos ke sbližování Čechů a sudetských Němců.

## Činnost v Panevropské unii

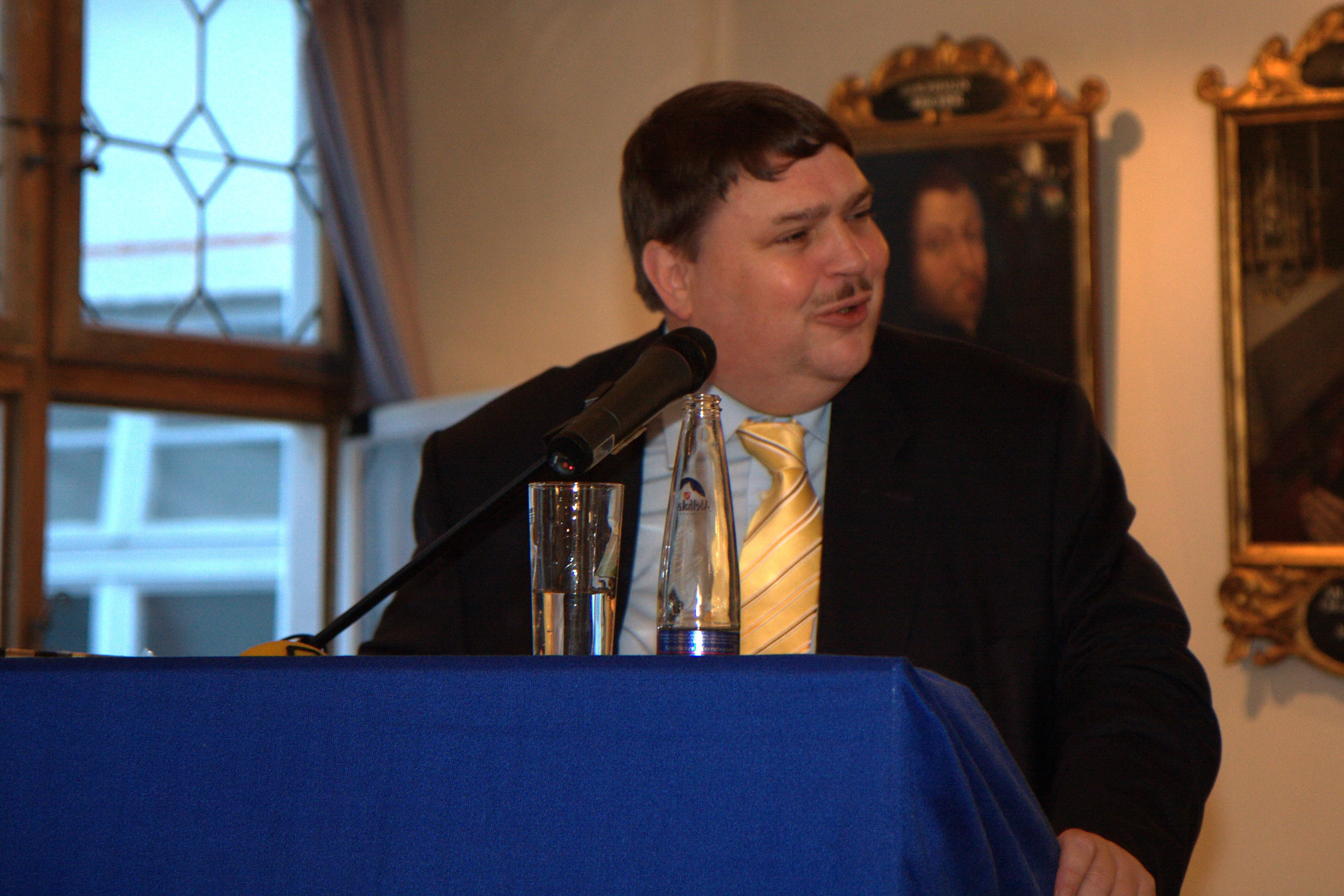
Bernd Posselt (2008)

Roku 1975 založil Bernd Posselt německou pobočku organizace Panevropská mládež (Paneuropa-Jugend Deutschland), jejímž spolkovým předsedou byl do roku 1990. Byl také spoluiniciátorem Brüsewitzova centra, které vzniklo v roce 1976. V téže době byl zároveň spolupracovníkem Mezinárodní společnosti pro lidská práva. V letech 1978 až 1994 byl blízkým politickým spolupracovníkem a tiskovým mluvčím Oty Habsbursko-Lotrinského, někdejšího předsedy mezinárodní Panevropské unie a poslance Evropského parlamentu za CSU. Od roku 1986 je členem předsednictva německé Panevropské unie (Paneuropa-Union Deutschland). Nejprve byl místopředsedou, poté v letech 1989 až 1998 vedoucím místopředsedou, a konečně od roku 1998 je předsedou této organizace. Jako člen předsednictva mezinárodní Panevropské unie koordinoval od počátku 80. let undergroundové skupiny Panevropské unie v tehdejších socialistických státech.
Od roku 1993 je vedoucím Panevropské pracovní skupiny, jež se zabývá otázkami nástupnických států Bývalé Jugoslávie a Albánie.

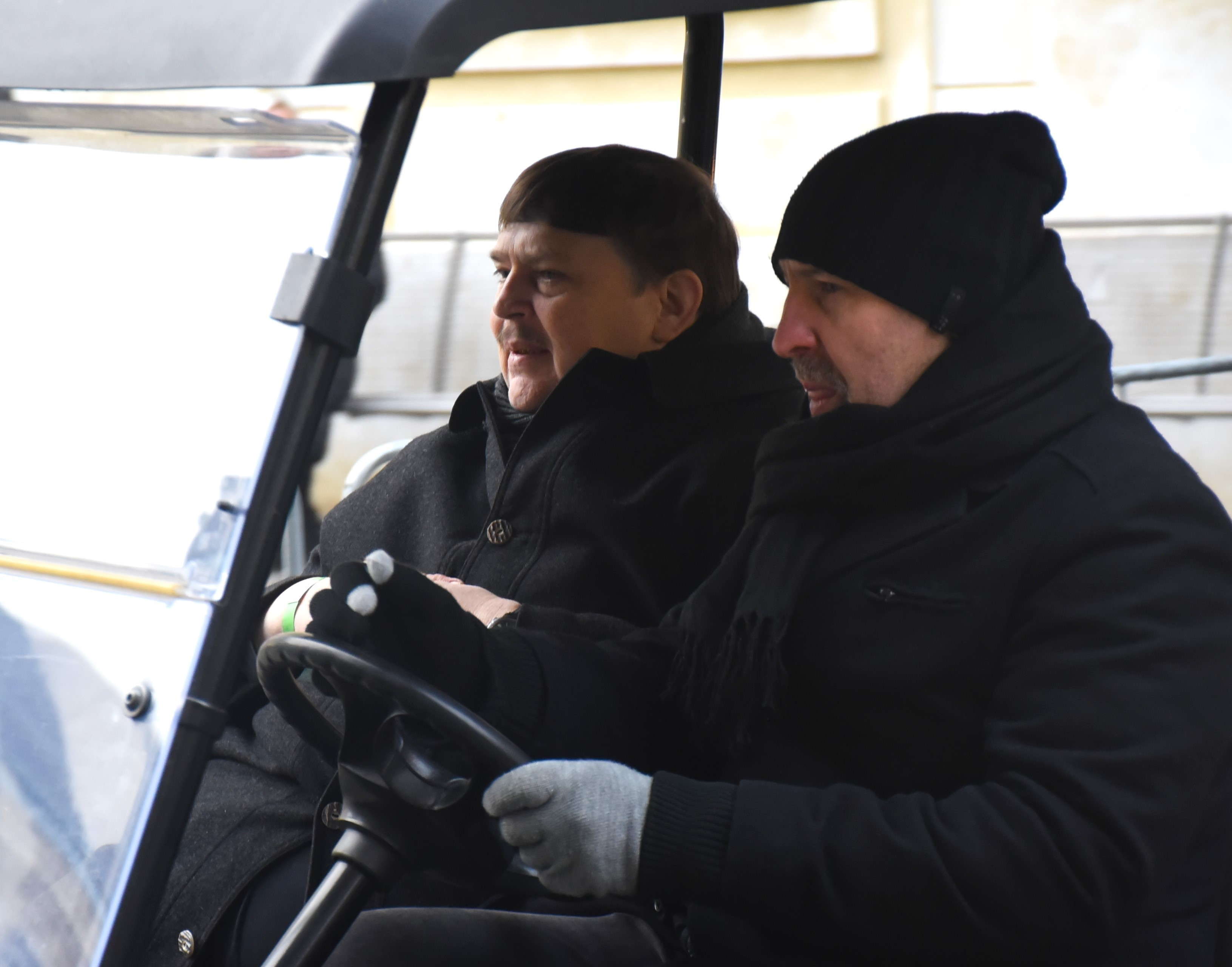
Bernd Posselt přijíždí na pohřeb Karla Schwarzenberga ve svatovítské katedrále na Pražském hradě (2023)

## Politické postoje
Posselt je velkým odpůrcem Benešových dekretů. Podle Posselta patří Benešovy dekrety na „smetiště dějin“.
Koncem roku 2015 Posselt podpořil otevřenou migrační politiku kancléřky Angely Merkelové, když prohlásil „Ti lidé přišli, jsou u nás, a musíme to tedy zvládnout. Alternativa nebyla. Je to test schopností naší společnosti.“
Posselt byl jako europoslanec zastáncem nezávislosti Kosova na Srbsku. V únoru 2018 Posselt vyzval k rezignaci rakouského vicekancléře Heinze-Christiana Stracheho za jeho slova, že Kosovo je podle srbského práva nadále součástí Srbska. Podle Posselta jsou lidé jako Strache „trojskými koni (ruského prezidenta Vladimira) Putina v EU“.
V červnu 2018 Posselt kritizoval české politiky, kteří nesouhlasili s výrokem německé kancléřky Angely Merkelové o neexistenci morálního a politického ospravedlnění pro vysídlení Němců z Československa a dalších zemí střední Evropy, a prohlásil, že část českých politiků míří zpět „do komunistické minulosti“.

## Spisy
- Sturmzeichen. Politische Texte 1978–1994 (Znamení bouře. Politické texty 1978–1994). Vídeň, Mnichov: Amalthea, 1994. ISBN 3-85002-352-4 (Recenze).
- Ist Religion gefährlich? Wahrheit und Terrorismus (Je náboženství nebezpečné? Pravda a terorismus). Augsburg: Sankt Ulrich 2007. ISBN 978-3-936484-95-3

## Pocty a vyznamenání
- 1999: řád Hrvatski Pleter Chorvatské republiky
- 2001: Řád za zásluhy Spolkové republiky Německo
- 2005: Evropská medaile Svobodného státu Bavorsko
- 2008: Bavorský řád za zásluhy
- 2009: stříbrná Bavorská ústavní medaile.
- 2016: Umělecká cena česko-německého porozumění[7]
- 2016: cena Stavitel mostů